# Estación de Fayón-Puebla de Masaluca
Fayón-Puebla de Masaluca (en catalán y según Adif: Faió-la Pobla de Massaluca) es una estación ferroviaria situada en el municipio español de Puebla de Masaluca —y también cerca de Fayón—, en la provincia de Tarragona, comunidad autónoma de Cataluña. Dispone de servicios de Media Distancia.

## Situación ferroviaria
La estación se encuentra en el punto kilométrico 490,2 de la línea férrea de ancho ibérico que une Miraflores con Tarragona, entre Nonaspe y de Ribarroja, a 364 metros de altitud. El tramo es de vía única y está electrificado. 
Desde la propia estación es visible la entrada de un túnel antesala de los largos túneles de Puebla de Masaluca (3 000 metros) y de Berrús (3 600 metros) ambos situados en dirección a Reus.

## Historia
Fayón, sin duda no lejos de la antigua Octogesa, aunque en la margen derecha del Ebro, ha sido durante siglos un pueblo de navegantes en el gran río ibérico. La ruta fluvial Zaragoza->Escatrón->Mequinenza->Fayón comunicaba con Tortosa y el Mediterráneo al menos desde la llegada de los romanos. Las embarcaciones, llamadas llaguts o llauts, de hasta 20 m de eslora, y con base en Fayón descendían a favor de la corriente y la remontaban con ayuda de acémilas que discurrían por el camino de sirga. La llegada del ferrocarril en 1892 creó una potente sinergia, al transbordar al mismo, situado en la margen derecha, el carbón de las minas de la margen izquierda. 
La estación, que inicialmente se encontraba en Fayón (Zaragoza), fue inaugurada el 24 de enero de 1892 aunque su puesta en servicio se realizó el 1 de febrero de ese mismo año con la apertura del tramo Fayón-Mora la Nueva de la línea férrea Samper vía Reus con Roda de Bará por parte de la Compañía de los ferrocarriles de Tarragona a Barcelona y Francia (TBF). Un año antes en 1891 TBF había logrado un acuerdo de fusión con la Compañía de los ferrocarriles de Madrid a Zaragoza y Alicante (MZA), que no se haría efectivo hasta 1899 y que permitía a MZA, del grupo Rotschild, conectar Zaragoza con Barcelona vía Caspe con un trazado más corto que Zaragoza a Barcelona vía Lérida, explotado por su competidora Caminos de Hierro del Norte de España, del grupo Pereire. Aun así TBF mantuvo cierta autonomía dentro de la nueva compañía, autonomía que conservaría hasta 1936. En 1941, la gestión de la estación pasó a manos de RENFE tras nacionalizarse el ferrocarril en España. 
Hasta su desaparición por la construcción del embalse de Ribarroja, la estación de Fayón desempeñó un papel esencial en el transporte del lignito desde las minas de la cuenca carbonífera de Mequinenza hasta la zona de consumo, principalmente en Cataluña. El lignito se transbordaba en la estación de Fayón, que quedaba próxima al Río Ebro. El desembarco y la carga se hacía en parte manualmente, mediante trabajadores con cestos y carretas tiradas por bueyes, y en parte mediante diversos artefactos mecánicos, como el plano inclinado propiedad de MZA, el ascensor de Fradera y Butsems y, posteriormente,  el puente cargador de Fermín Sáez.
En 1967 la apertura del embalse de Ribarroja anegó el pueblo de Mequinenza y el pueblo viejo de Fayón, obligando a construir dos pueblos nuevos y a modificar el trazado del ferrocarril. La estación de Fayón fue así trasladada a Puebla de Masaluca (Tarragona), a 4 kilómetros del nuevo pueblo de Fayón, por lo que recibió el nombre de "Fayón - Puebla de Masaluca". El lignito, cuya producción se había concentrado en unas pocas minas, dejó de utilizar el ferrocarril y pasó a transportarse desde la cuenca carbonífera de Mequinenza mediante camiones hacia las centrales térmicas de Andorra y Escucha. 
Desde el 31 de diciembre de 2004 Renfe Operadora explota la línea mientras que Adif es la titular de las instalaciones ferroviarias.

## La estación
Fruto de su reconstrucción en la década de los 60 el edificio para viajeros de dos alturas, planta rectangular y disposición lateral a las vías no conserva su diseño original. Posee cuatro vías y dos andenes, uno lateral y otro central este último especialmente estrecho. La vía derivada 3 accede al andén central mientras que la 5 lo hace al lateral, frente al edificio de viajeros. La vía 1, que accede al andén central, se corresponde con la vía principal, usada en trenes sin parada. Una vía más, numerada como vía 7 muere en un lateral de la estación. Servía como conexión con Caspe pero está en desuso. En la ubicación original en Fayón se conserva el edificio que servía de vivienda a los ferroviarios.
El recinto se completa con una subestación eléctrica para alimentar la línea férrea y un antiguo muelle de carga.

## Servicios ferroviarios

### Media Distancia
Renfe Operadora presta servicios de Media Distancia gracias a trenes Regional y Regional Exprés en los trayectos:
| Línea MD | Trenes          | Origen/Destino                     |  | Destino/Origen                |
| -------- | --------------- | ---------------------------------- |  | ----------------------------- |
| 34       | Regional Exprés | Zaragoza-Delicias Madrid-Chamartín |  | Barcelona-Estación de Francia |
| 34       | Regional        | Zaragoza-Delicias                  |  | Mora la Nueva                 |